# ادی تکلزان
ادی تکلزان در اریتره است که در Adi Tekelezan Subregion واقع شده‌است.

## خصوصیات
ادی تکلزان ۴٬۰۰۰ نفر جمعیت دارد.